# Gefühlte XXS – Vollschlank & frisch verliebt
Gefühlte XXS – Vollschlank & frisch verliebt ist ein deutscher Fernsehfilm aus dem Jahr 2008. Die am 26. August 2008 auf Sat.1 zum ersten Mal ausgestrahlte Liebes-Komödie wurde von 0,82 Millionen Zuschauer gesehen, was einem Marktanteil von 8,2 Prozent entsprach.

## Handlung
Die Optikerin Dette Sander hat nicht nur ein Gewichtsproblem, sondern auch niedriges Selbstbewusstsein. Nicht nur, dass ihr Chef ihr das vorhält und sie nicht im Geschäft vorzeigbar ist, sie traut sich auch nicht, ihren heimlichen Schwarm, den Meteorologen Jakob Weiß, anzusprechen. Also beschließt sie, sich hypnotisieren zu lassen. Zwar verliert sie dadurch kein Gewicht, aber gewinnt so viel Lebensfreude und Mut, dass sie Jakob endlich anspricht. Unglücklicherweise lässt die Wirkung bald nach.

## Kritiken
„Anspruchslose romantische Komödie, die das Märchen vom vermeintlichen ‚hässlichen Entlein‘ abwandelt und spielerisch-seicht betont, dass es auf die inneren Werte ankommt.“

„Wie bereits in seiner Komödie ‚Moppel-Ich‘ (2006) mit Christine Neubauer nimmt sich Regisseur Thomas Nennstiel hier die Lebenssituation eines prall ausgestatteten Vollblutweibes zur Brust. Während allerdings Neubauer dafür nicht unbedingt zunehmen musste, hatten die Maskenbildner bei Sophie Schütt einiges zu tun, da diese nicht unbedingt als Schwergewicht durch die Gegend rennt. Also ging's rein in den Speckmantel und ab in den Brillenshop, wo sie als Dette natürlich sogar den attraktiven Stephan Luca ohne weiteres um den Finger wickelt. Fazit: ein harmloser und vorhersehbarer Spaß mit einigen witzigen Ideen, über die Dettes Leidensgenossinnen sicher kaum lachen können.“

„‚Schwer verliebt‘ lässt grüßen! Mit der US-Komödie von 2001 hat der spritzig-charmante Spaß vor allem die Botschaft gemein: Bleib, wie du bist! Fazit: Launig-leichtes Liebesmärchen“